# آندره ماتونی
آندره ماتونی (آلمانی: André Mattoni؛ ‏ ۲۴ فوریهٔ ۱۹۰۰ – ۱۱ ژانویهٔ ۱۹۸۵) یک هنرپیشه اهل اتریش بود.
از فیلم‌ها یا برنامه‌های تلویزیونی که وی در آن نقش داشته‌است می‌توان به تارتوف و میخانه سرخ اشاره کرد.